# Star Trek (phim)
Star Trek là một bộ phim hành động thuộc thể loại khoa học viễn tưởng được sản xuất năm 2009 của điện ảnh Hoa Kỳ đạo diễn bởi J. J. Abrams, biên kịch Roberto Orci và Alex Kurtzman với nhà sản xuất là hãng Paramount Pictures. Đây là bộ phim thứ 11 trong loạt phim về Star Trek và đây cũng là phần phim tái khởi động khi kể câu chuyện về các nhân vật chính ở độ tuổi trẻ hơn như trong loạt phim truyền hình Star Trek: The Original tuy nhiên với sự diễn xuất của dàn diễn viên hoàn toàn mới. Bộ phim theo dấu James T. Kirk (Chris Pine) và Spock (Zachary Quinto) lên con tàu USS Enterprise, tại đây họ phải chống lại Nero (Eric Bana), một người Romulan đến từ tương lai của họ đang cố đe dọa sự toàn vẹn của United Federation of Planets (Liên hiệp các Hành tinh). Câu chuyện diễn ra ở một thực tại khác, thế giới song song nơi mà cả Nero và Spock lúc già (Leonard Nimoy) sống. Việc sáng tạo và đưa vào yếu tố dòng thời gian song song tồn tại là một nỗ lực trong việc sáng tạo ra các cốt truyện mới mà vẫn không ảnh hưởng tới tính logic và sự kiện đã diễn ra ở các tập phim gốc.
Bộ phim tồn tại nhân vật Spock do cả hai diễn viên là Leonard Nimoy và Zachary Quinto cùng thủ diễn. Leonard Nimoy là diễn viên duy nhất của loạt phim cũ tiếp tục xuất hiện trong loạt phim mới này, đồng thời vẫn giữ vai trò cũ của mình.

## Nội dung
Ở thế kỷ thứ 23, một phi thuyền của Liên bang mang tên USS Kelvin đang điều tra một "cơn bão sét" kỳ lạ trong không gian. Một tàu của người Romulan mang tên Narada , xuất hiện từ trong cơn bão và tấn công tàu Kelvin. Sĩ quan cao cấp của tàu Narada là Ayel, yêu cầu thuyền trưởng tàu Kelvin là Robau đi lên tàu để đàm phán về một thỏa thuận ngừng bắn. Thuyền trưởng Robau được hỏi về ngày sao hiện tại và tông tích của "Đại sứ Spock ", người mà ông không xác định được là ai. Thuyền trưởng tàu Narada là Nero quyết định giết chết ông, và ra lệnh tấn công tàu Kelvin. George Kirk, quyền thuyền trưởng tàu Kelvin hiện tại đã ra lệnh cho toàn bộ phi hành đoàn, bao gồm vợ đang mang thai Winona, rời bỏ tàu. Kirk quyết định ở lại tàu và lái tàu va chạm với Narada. Kirk hy sịnh để đảm bảo sự tồn tại Winona và 800 người trên tàu. Trong lúc này cô cũng chuyển dạ và sinh ra James T. Kirk.
Mười bảy năm sau trên hành tinh Vulcan, một Spock trẻ được chấp nhận tham gia Học viện Khoa học Vulcan. Nhận thấy rằng Học viện xem mẹ con người của mình, Amanda như là một "thiệt thòi", ông gia nhập Starfleet để thay thế. Trên Trái Đất, Kirk trở thành một người trưởng thành trẻ tuổi liều lĩnh nhưng thông minh. Sau một trận đánh nhau ở quán bar với học viên Starfleet kèm Nyota Uhura, Kirk gặp thuyền trưởng Christopher Pike, người khuyến khích ông để gia nhập Học viện Starfleet, nơi Kirk gặp và kết bạn với bác sĩ Leonard McCoy. Tại Học viện, Kirk gặp Spock và vượt qua bài kiểm tra do Spock thiết lập, vốn không thể vượt qua. Kirk bị cáo buộc gian lận và bị buộc phải ở lại mặt đất trong khi các bạn cùng khóa học đều được cử lên các con tàu của Liên bang. Nhờ sự giúp đỡ của McCoy, Kirk trốn lên tàu Enterprise thành công, và phát hiện ra rằng Liên bang đang mắc bẫy của Nero khi cử 6 phi thuyền đến thăm dò một khu vực xuất hiện "cơn bão sét" y hệt như những gì đã xảy ra với cha mình. Nhờ lỗi của Sulu, một phi công trẻ người Nhật Bản, tàu Enterprise xuất phát muộn hơn các tàu khác và may mắn thoát khỏi thảm họa. Các phi thuyền khác đều bị tàu của người Romulan phục kích và tiêu diệt, và Nero tỏ ra bất ngờ khi tàu Enterprise xuất hiện sau trận chiến. Hắn yêu cầu thuyền trưởng Pike lên tàu đàm phán giống như những gì hắn đã làm với thuyền trưởng Robau, và yêu cầu ông khai ra tần số của Hệ thống Phòng thủ Trái Đất.
Spock được trao quyền thuyền trưởng và tống Kirk xuống một hành tinh băng giá ở gần đó. Tại đây, Kirk gặp Spock già, và được biết về nguyên nhân dẫn đến sự thù địch giữa Romulan và Liên bang: Ngôi sao lân cận với hành tinh Romulan sắp phát nổ thành siêu tân tinh và Spock già được cử đi giải cứu hành tinh bằng cách sử dụng vật chất đỏ để tạo ra một hố đen hút toàn bộ vật chất của siêu tân tinh nhưng Spock không đến kịp, Romulan bị hủy diệt cùng phần lớn dân cư của có, chỉ có nhóm của Nero thoát nạn do đang ở trên tàu vũ trụ. Sau khi Romulan bị hủy diệt, Nero truy bắt Spock già, cả hai đi qua một vùng không gian song song để quay lại quá khứ 129 năm trước, chính là thời kì của Spock trẻ và Kirk, với mục đích phá hủy tất cả các hành tinh gia nhập Liên bang để báo thù. Nero ném Spock xuống hành tinh băng giá để ông ta phải chứng kiến cảnh hành tinh của mình bị phá hủy.
Kirk tìm đến một tiền đồn của Liên bang trên hành tinh băng giá và gặp được Scott. Kirk được Scott đưa lên tàu Enterprise và khiêu khích Spock trẻ để đoạt quyền thuyền trưởng. Kirk và Spock trẻ đột nhập lên tàu của người Romulan để giải cứu thuyền trưởng Pike, sau đó đánh cắp phi thuyền của Spock già và vật chất đỏ, sau đó thoát về tàu Enterprise. Nero tức giận và quyết định bắn vào tàu của Spock già, bất chấp trên đó có vật chất đỏ. Con tàu trúng đạn nhưng 3 người đã kịp thời được đưa về tàu Enterprise, và vật chất đỏ phát nổ tạo ra một hố đen phá hủy con tàu Narada. Nero kiên quyết không đầu hàng, và chết cùng con tàu của mình. Tàu Enterprise thoát khỏi lực hút của hố đen sau một nỗ lực của phi hành đoàn
Hành tinh Vulcan bị phá hủy cùng 6 tỉ dân cư của nó, và chỉ có hơn 10000 người được cứu thoát. Spock trẻ quyết định đến Trái Đất, còn Spock già đi cùng những người Vulcan còn lại đi xây dựng cuộc sống trên một hành tinh mới. James Kirk được bổ nhiệm là thuyền trưởng tàu Enterprise thay thuyền trưởng Pike.

## Diễn viên
- Chris Pine vai Thuyền trưởng James T. Kirk.
- Zachary Quinto vai Đội trưởng Spock.
- Simon Pegg vai Trung úy chỉ huy Montgomery "Scotty" Scott, sĩ quan đứng thứ hai và là kỹ sư đứng đầu.
- Karl Urban vai Trung úy chỉ huy Dr. Leonard "Bones" McCoy, sĩ quan y tế.
- Zoe Saldana vai Trung úy Nyota Uhura, sĩ quan liên lạc.
- Alice Eve vai Trung úy Dr. Carol Marcus, sĩ quan khoa học.
- John Cho vai Trung úy Hikaru Sulu, sĩ quan thứ 3 và người điều khiển tàu.
- Anton Yelchin vai Ensign Pavel Chekov
- Bruce Greenwood vai Admiral Christopher Pike, thầy của Kirk và là thuyền trưởng tàu Enterprise.
- Eric Bana vai Nero vai thủ lĩnh người Romulan
- Chris Hemsworth vai George Kirk

## Phần tiếp theo
Sau phần đầu của loạt 4 phim.Star Trek sẽ tiếp tục với phần Star Trek:Into Darkness(2013) và Star Trek:Beyond(2016) và đang có dự kiến làm phần 4 vào khoảng năm 2018-2020